# Nederland op de Olympische Zomerspelen 2008/programma
Deze pagina beschrijft het programma van het Nederlandse Olympische Team op de Olympische Zomerspelen 2008.

## Donderdag 7 augustus 2008
| Lokale tijd | MEZT  | Sport   | Discipline | Olympiër  | Ronde      | Resultaat | Prestatie |
| ----------- | ----- | ------- | ---------- | --------- | ---------- | --------- | --------- |
| 19:45       | 13:45 | voetbal | mannen     | Nederland | groepsfase | 0 - 0     |           |

## Vrijdag 8 augustus 2008
| Lokale tijd | MEZT  | Evenement         |
| ----------- | ----- | ----------------- |
| 20:00       | 14:00 | openingsceremonie |

## Zaterdag 9 augustus 2008
| Lokale tijd | MEZT  | Sport       | Discipline              | Olympiër                                                                  | Ronde        | Resultaat | Prestatie |
| ----------- | ----- | ----------- | ----------------------- | ------------------------------------------------------------------------- | ------------ | --------- | --- |
| 10:00       | 04:00 | Volleybal   | beachvolleybal (m)      | Reinder Nummerdor Richard Schuil                                          | groepsfase   | 2 - 0     | |
| 11:00       | 05:00 | Wielersport | wegwedstrijd (m)        | Laurens ten Dam                                                           |              | 65e       | 6:34.26 (+10.37) |
| 11:00       | 05:00 | Wielersport | wegwedstrijd (m)        | Stef Clement                                                              |              | -         | niet gefinisht |
| 11:00       | 05:00 | Wielersport | wegwedstrijd (m)        | Robert Gesink                                                             |              | 10e       | 6:24.07 (+0.18) |
| 11:00       | 05:00 | Wielersport | wegwedstrijd (m)        | Karsten Kroon                                                             |              | -         | niet gefinisht |
| 11:00       | 05:00 | Wielersport | wegwedstrijd (m)        | Niki Terpstra                                                             |              | -         | niet gefinisht |
| 12:00       | 06:00 | Gymnastiek  | rekstok (m)             | Epke Zonderland                                                           | kwalificatie | 4e        | 15.750 (door naar finale) |
| 12:00       | 06:00 | Judo        | tot 60 kg (m)           | Ruben Houkes                                                              |              | Brons     | 1/16F: won van Frazer Will CAN 1/8F: won van Lavrentinos Alexandis GRE KF: won van Javier Guédez VEN HF: verloor van Choi Min-Ho KOR voor brons: won van Gal Yekutiel ISR |
| 13:00       | 07:00 | Zeilen      | Yngling klasse (v)      | Annemieke Bes Mandy Mulder Merel Witteveen                                | race 1       | 9         | |
| 13:00       | 07:00 | Zeilen      | Yngling klasse (v)      | Annemieke Bes Mandy Mulder Merel Witteveen                                | race 2       | 1         | |
| 13:00       | 07:00 | Zeilen      | finn-klasse (open)      | Pieter-Jan Postma                                                         | race 1       | 19        | |
| 13:00       | 07:00 | Zeilen      | finn-klasse (open)      | Pieter-Jan Postma                                                         | race 2       | 15        | |
| 14:50       | 08:50 | Roeien      | skiff (m)               | Sjoerd Hamburger                                                          | serie 6      | 2e        | 7.27,05 |
| 17:30       | 11:30 | Roeien      | vier-zonder-stuurman (m | Geert Cirkel Matthijs Vellenga Jan-Willem Gabriëls Gijs Vermeulen         | serie 2      | 1e        | 6.00,50 |
| 18:00       | 12:00 | Volleybal   | beachvolleybal (m)      | Rebekka Kadijk Merel Mooren                                               | groepsfase   | 0 - 2     | |
| 19:00       | 13:00 | Zwemmen     | 100 m vlinder (v)       | Inge Dekker                                                               | serie 6      | 3e        | 58,22 |
| 19:00       | 13:00 | Zwemmen     | 100 m vlinder (v)       | Chantal Groot                                                             | serie 5      | 8e        | 59,35 |
| 20:47       | 14:47 | Zwemmen     | 100 m school (m)        | Thijs van Valkengoed                                                      | serie 9      | 6e        | 1.01,32 |
| 20:50       | 14:50 | Zwemmen     | 4× 100 m vrij (v)       | Ranomi Kromowidjojo Hinkelien Schreuder Femke Heemskerk Manon van Rooijen | serie 2      | 2e        | 3.37,61 |

## Zondag 10 augustus 2008
| Lokale tijd | MEZT  | Sport        | Discipline                      | Olympiër                                                                 | Ronde        | Resultaat | Prestatie |
| ----------- | ----- | ------------ | ------------------------------- | ------------------------------------------------------------------------ | ------------ | --------- | --- |
| 08:09       | 02:09 | Paardensport | eventing                        | Tim Lips                                                                 | dressuur     | 41e       | 52.60 |
| 10:00       | 04:00 | Schermen     | degen (m)                       | Bas Verwijlen                                                            | 1/32F        | KF        | 1/64F: bye 1/32F: won van Wang Lei China (15-10) 1/8F: won van Michael Kauter Zwitserland (15-13) KF: verloor van Matteo Tagliarol Italië (11-15) |
| 10:19       | 04:19 | Zwemmen      | 100 m vlinder (v)               | Inge Dekker                                                              | HF           | 3e        | 58.20 |
| 11:31       | 05:31 | Zwemmen      | 4× 100 m vrij (v)               | Inge Dekker Ranomi Kromowidjojo Femke Heemskerk Marleen Veldhuis         | finale       | Goud      | 3:33.76 OR |
| 12:00       | 06:00 | Judo         | tot 66 kg (m)                   | Dex Elmont                                                               |              | 1/8F      | 1/16F: won van Edson Medeira Mozambique 1/8F: verloren van Taylor Takata Verenigde Staten                                                         |
| 13:00       | 07:00 | Zeilen       | Yngling klasse (v)              | Annemieke Bes Mandy Mulder Merel Witteveen                               | race 3       | 2         | |
| 13:00       | 07:00 | Zeilen       | Yngling klasse (v)              | Annemieke Bes Mandy Mulder Merel Witteveen                               | race 4       | 13        | |
| 13:00       | 07:00 | Zeilen       | finn-klasse (open)              | Pieter-Jan Postma                                                        | race 3       | 16        | |
| 13:00       | 07:00 | Zeilen       | finn-klasse (open)              | Pieter-Jan Postma                                                        | race 4       | 22        | |
| 14:00       | 07:00 | Wielersport  | wegwedstrijd (v)                | Chantal Beltman                                                          |              | 47e       | 3:37.02 (+5.18) |
| 14:00       | 07:00 | Wielersport  | wegwedstrijd (v)                | Mirjam Melchers                                                          |              | 36e       | 3:33.17 (+0.53) |
| 14:00       | 07:00 | Wielersport  | wegwedstrijd (v)                | Marianne Vos                                                             |              | 6e        | 3:32.45 (+0.21) |
| 14:50       | 08:50 | Roeien       | lichte dubbeltwee (v)           | Marit van Eupen Kirsten van der Kolk                                     | serie 1      | 1e        | 6.50,90 |
| 16:00       | 10:00 | Roeien       | lichte vier-zonder-stuurman (m) | Paul Drewes Marshall Godschalk Gerard van der Linden Ivo Snijders        | serie 1      | 4e        | 5.57,54 |
| 17:20       | 11:20 | Roeien       | acht (v)                        | Nederland                                                                | series       |           | uitgesteld naar maandag |
| 17:40       | 11:40 | Roeien       | acht (m)                        | Nederland                                                                | series       |           | uitgesteld naar maandag |
| 19:43       | 13:43 | Zwemmen      | 100 m school (v)                | Jolijn van Valkengoed                                                    | serie 4      | 8e        | 1.11,26 |
| 19:45       | 13:45 | voetbal      | mannen                          | Nederland                                                                | groepsfase   | 2 - 2     | |
| 20:00       | 14:00 | Gymnastiek   | meerkamp (v)                    | Suzanne Harmes                                                           | kwalificatie |           | totaal: 57.075 (32e) vloer: 14.600 (21e) paardesprong: 14.825 (33e) brug ongelijk: 13.825 (60e) evenwichtsbalk: 13.825 (68e)                      |
| 20:08       | 14:08 | Zwemmen      | 100 m rug (m)                   | Nick Driebergen                                                          | serie 4      | 8e        | 55,31 |
| 20:30       | 14:30 | Hockey       | vrouwen                         | Nederland                                                                | groepsfase   | 6 - 0     | |
| 21:00       | 15:00 | Volleybal    | beachvolleybal (m)              | Emiel Boersma Bram Ronnes                                                | groepsfase   | 0 - 2     | (16-21; 15-21) |
| 21:11       | 15:11 | Zwemmen      | 4× 100 m vrij (m)               | Pieter van den Hoogenband Robert Lijesen Bas van Velthoven Mitja Zastrow | serie 1      | 5e        | 3.14,90 |

## Maandag 11 augustus 2008
| Lokale tijd | MEZT  | Sport        | Discipline         | Olympiër                                   | Ronde      | Resultaat | Prestatie |
| ----------- | ----- | ------------ | ------------------ | ------------------------------------------ | ---------- | --------- | --- |
| 10:24       | 04:24 | Zwemmen      | 100 m vlinder (v)  | Inge Dekker                                | finale     | 8e        | 58.54 |
| 10:30       | 04:30 | Schermen     | floret (v)         | Indra Angad-Gaur                           | 1/64F      | 1/32F     | 1/64F: won van Eman El Gammal Egypte (13-4) 1/32F: verloor van Margherita Granbassi Italië (6-11)                                                           |
| 10:48       | 04:48 | Paardensport | eventing           | Tim Lips                                   | veldrit    |           | 22.40 strafpunten |
| 12:00       | 06:00 | Volleybal    | beachvolleybal (v) | Rebekka Kadijk Merel Mooren                | groepsfase | 0 - 2     | (11-21;15-21) |
| 12:00       | 06:00 | Judo         | tot 57 kg (v)      | Deborah Gravenstijn                        | 1/16F      | Zilver    | 1/16F: bye 1/8F: won van Ketleyn Quadros Brazilië KF: won van Isabel Fernadez Spanje HF: won van Yan Xu China finale: verloor van Giulia Quintavalle Italië |
| 13:00       | 07:00 | Zeilen       | plankzeilen (m)    | Casper Bouman                              | Race 1     | 20e       | |
| 13:00       | 07:00 | Zeilen       | plankzeilen (m)    | Casper Bouman                              | Race 2     | 27e       | |
| 13:00       | 07:00 | Zeilen       | 470 klasse (m)     | Kalle Coster Sven Coster                   | Race 1     | 11e       | |
| 13:00       | 07:00 | Zeilen       | 470 klasse (m)     | Kalle Coster Sven Coster                   | Race 2     | 15e       | |
| 13:00       | 07:00 | Zeilen       | 470 klasse (v)     | Lobke Berkhout Marcelien de Koning         | Race 1     | 3e        | |
| 13:00       | 07:00 | Zeilen       | 470 klasse (v)     | Lobke Berkhout Marcelien de Koning         | Race 2     | 1e        | |
| 13:00       | 07:00 | Zeilen       | finn klasse (open) | Pieter-Jan Postma                          | Race 5     | 15e       | |
| 13:00       | 07:00 | Zeilen       | finn klasse (open) | Pieter-Jan Postma                          | Race 6     | 2e        | |
| 13:00       | 07:00 | Zeilen       | Yngling klasse (v) | Annemieke Bes Mandy Mulder Merel Witteveen | Race 5     | 1e        | |
| 13:00       | 07:00 | Zeilen       | Yngling klasse (v) | Annemieke Bes Mandy Mulder Merel Witteveen | Race 6     | 5e        | |
| 13:00       | 07:00 | Waterpolo    | vrouwen            | Nederland                                  | groepsfase | 9 - 11    | |
| 15:00       | 09:00 | Roeien       | acht (v)           | Nederland                                  | serie 2    | 2e        | 6:07.41 |
| 15:10       | 09:10 | Roeien       | acht (m)           | Nederland                                  | serie 1    | 3e        | 5:40.43 |
| 16:05       | 10:05 | Kanovaren    | K1 slalom (m)      | Robert Bouten                              | serie 1    | 11        | 86.26 (+4.47) |
| 16:40       | 09:10 | Roeien       | skiff (m)          | Sjoerd Hamburger                           | KF 4       | 4e        | 6:57.24 |
| 17:57       | 11:57 | Kanovaren    | K1 slalom (m)      | Robert Bouten                              | serie 2    | 16        | 88.90 |
| 18:43       | 12:43 | Zwemmen      | 200 m vrij (v)     | Ranomi Kromowidjojo                        | serie 3    | 1e        | 2.00.02 |
| 19:46       | 13:46 | Zwemmen      | 200 m wissel (v)   | Femke Heemskerk                            | serie 2    | 6e        | 2.16.28 |
| 21:00       | 15:00 | Volleybal    | beachvolleybal (m) | Reinder Nummerdor Richard Schuil           | groepsfase | 2 - 1     | 13-21,21-15,15-9 |
| 21:30       | 15:30 | Hockey       | mannen             | Nederland                                  | groepsfase | 5 - 0     | |

## Dinsdag 12 augustus 2008
| Lokale tijd | MEZT  | Sport        | Discipline                      | Olympiër                                                          | Ronde           | Resultaat | Prestatie |
| ----------- | ----- | ------------ | ------------------------------- | ----------------------------------------------------------------- | --------------- | --------- | --- |
| 12:00       | 06:00 | Judo         | tot 63 kg (v)                   | Elisabeth Willeboordse                                            |                 | Brons     | 1/16F: won van Vera Kova Rusland 1/8F: won Kahina Saidi Algerije KF: verloor van Ok Im Won Noord-Korea herk. HF: won van Daniela Krukower Argentinië herk. finale: won van Urška Žolnir Slovenië voor brons: won van Driulis González Cuba |
| 12:00       | 06:00 | Judo         | tot 81 kg (m)                   | Guillaume Elmont                                                  |                 | 5e        | 1/16F: won van Nyamkhuu Damdinsuren Mongolië 1/8F: won van Giuseppe Maddaloni Italië KF: won van Srdjan Mrvaljevic Montenegro HF: verloor van Jaebum Kim Zuid-Korea voor brons: verloor van Tiago Camilo Brazilië                          |
| 13:00       | 07:00 | Zeilen       | plankzeilen (m)                 | Casper Bouman                                                     | Race 3          | 21e       | |
| 13:00       | 07:00 | Zeilen       | plankzeilen (m)                 | Casper Bouman                                                     | Race 4          | 22e       | |
| 13:00       | 07:00 | Zeilen       | 470 klasse (m)                  | Kalle Coster Sven Coster                                          | Race 3          | 12e       | |
| 13:00       | 07:00 | Zeilen       | 470 klasse (m)                  | Kalle Coster Sven Coster                                          | Race 4          | 2e        | |
| 13:00       | 07:00 | Zeilen       | 470 klasse (v)                  | Lobke Berkhout Marcelien de Koning                                | Race 3          | 9e        | |
| 13:00       | 07:00 | Zeilen       | 470 klasse (v)                  | Lobke Berkhout Marcelien de Koning                                | Race 4          | 5e        | |
| 13:00       | 07:00 | Zeilen       | laser klasse (m)                | Rutger van Schaardenburg                                          | Race 1          | 32e       | |
| 13:00       | 07:00 | Zeilen       | laser klasse (m)                | Rutger van Schaardenburg                                          | Race 2          | 29e       | |
| 15:42       | 09:40 | Kanovaren    | K1 slalom (m)                   | Robert Bouten                                                     | HF              | 5e        | 88.40 (+2.32) |
| 16:40       | 10:40 | Roeien       | lichte vier-zonder-stuurman (m) | Paul Drewes Marshall Godschalk Gerard van der Linden Ivo Snijders | herkansing      | 2e        | 6:25.25 |
| 17:00       | 11:00 | Softbal      | vrouwen                         | Nederland                                                         | groepsfase      | 2-10      | |
| 17:10       | 11:10 | Roeien       | acht (m)                        | Nederland                                                         | herkansing      | 3e        | 5:42.62 |
| 17:29       | 11:29 | Kanovaren    | K1 slalom (m)                   | Robert Bouten                                                     | finale          | 9e        | 139.59 |
| 18:00       | 12:00 | Volleybal    | beachvolleybal (m)              | Emiel Boersma Bram Ronnes                                         | groepsfase      | 1 - 2     | 15-21,23-25,11-15 |
| 18:54       | 12:54 | Zwemmen      | 100 m vrij (m)                  | Mitja Zastrow Pieter van den Hoogenband                           | serie 6 serie 8 | 7e 3e     | 49.61 47.97 |
| 19:15       | 13:15 | Paardensport | eventing                        | Tim Lips                                                          | springen        | 15e       | springen: kwalificatie: 0 strafpunten (21e) finale: 0 strafpunten |
| 19:32       | 13:32 | Zwemmen      | 200 m school (m)                | Robin van Aggele                                                  | serie 3         | 8e        | 2:17.14 |
| 20:30       | 14:30 | Hockey       | vrouwen                         | Nederland                                                         | groepsfase      | 3 - 2     | |
|             |       |              |                                 |                                                                   |                 |           | |

## Woensdag 13 augustus 2008
| Lokale tijd | MEZT  | Sport        | Discipline               | Olympiër                                                          | Ronde                         | Resultaat         | Prestatie |
| ----------- | ----- | ------------ | ------------------------ | ----------------------------------------------------------------- | ----------------------------- | ----------------- | --- |
| 10:00       | 04:00 | Tafeltennis  | team(v)                  | Nederland                                                         | groepsfase                    | 3 - 0             | Li Jiao 3-0 (11-7;11-2;11-7) Li Jie 3-1 (10-12;11-9;11-2;11-6) Jelena Timina/Li Jie 3-1 (11-4;11-8;10-12;11-7)                                                                                      |
| 10:00       | 04:00 | Zwemmen      | 100 m vrij (m)           | Pieter van den Hoogenband                                         | HF                            | 47.68             | 2e in HF, 3e overall |
| 10:30       | 04:30 | Honkbal      | mannen                   | Nederland                                                         | groepsfase                    | 0 - 5             | |
| 11:30       | 05:30 | Wielersport  | wegtijdrit (v)           | Marianne Vos                                                      |                               | 14e               | 36.58,67 (+2.06,95) |
| 11:30       | 05:30 | Wielersport  | wegtijdrit (v)           | Mirjam Melchers                                                   |                               | 18e               | 37.51,59 (+2.59,87) |
| 12:00       | 06:00 | Judo         | tot 70 kg (v)            | Edith Bosch                                                       |                               | Brons             | 1/16F: won van Sisilia Rasokisoki Fiji 1/8F: won van Rachida Ouerdane Algerije KF: won van Ronda Rousey Verenigde Staten HF: verloor van Masae Ueno Japan voor brons: won van Leire Iglesias Spanje |
| 12:00       | 06:00 | Judo         | tot 90 kg (m)            | Mark Huizinga                                                     |                               | 1/8F              | 1/16F: won van Ilias ILiadis Griekenland 1/8F: verloor van Sergei Aschwanden Zwitserland |
| 13:00       | 07:00 | Zeilen       | laser klasse (m)         | Rutger van Schaardenburg                                          | Race 3                        | 34e               | |
| 13:00       | 07:00 | Zeilen       | laser klasse (m)         | Rutger van Schaardenburg                                          | Race 4                        |                   | uitgesteld naar donderdag |
| 13:00       | 07:00 | Zeilen       | 470 klasse (m)           | Kalle Coster Sven Coster                                          | Race 5                        | 8e                | |
| 13:00       | 07:00 | Zeilen       | 470 klasse (m)           | Kalle Coster Sven Coster                                          | Race 6                        | 15e               | |
| 13:00       | 07:00 | Zeilen       | 470 klasse (v)           | Lobke Berkhout Marcelien de Koning                                | Race 5                        | 2e                | |
| 13:00       | 07:00 | Zeilen       | 470 klasse (v)           | Lobke Berkhout Marcelien de Koning                                | Race 6                        | 2e                | |
| 13:00       | 07:00 | Zeilen       | finn klasse (open)       | Pieter-Jan Postma                                                 | Race 7                        | 10e               | |
| 13:00       | 07:00 | Zeilen       | finn klasse (open)       | Pieter-Jan Postma                                                 | Race 8                        |                   | uitgesteld naar donderdag |
| 13:00       | 07:00 | Zeilen       | Yngling klasse (v)       | Annemieke Bes Mandy Mulder Merel Witteveen                        | Race 7                        | 4e                | |
| 13:00       | 07:00 | Zeilen       | Yngling klasse (v)       | Annemieke Bes Mandy Mulder Merel Witteveen                        | Race 8                        |                   | uitgesteld naar donderdag |
| 13:30       | 07:30 | Wielersport  | wegtijdrit (m)           | Robert Gesink                                                     |                               | 10e               | 1:05:02,88 (+2.51) |
| 13:30       | 07:30 | Wielersport  | wegtijdrit (m)           | Stef Clement                                                      |                               | 9e                | 1:04:59,42 (+2:47) |
| 14:20       | 08:20 | Waterpolo    | vrouwen                  | Nederland                                                         | groepsfase                    | 9-6               | |
| 15:00       | 09:00 | Kanovaren    | K1 slalom (v)            | Ariane Herde                                                      | serie 1                       | 11e               | 104.30 (+11.51) |
| 15:30       | 09:10 | Roeien       | skiff (m)                | Sjoerd Hamburger                                                  | HF C/D                        | 1e                | 7:10.06 |
| 16:42       | 10:42 | Kanovaren    | K1 slalom (v)            | Ariane Herde                                                      | serie 2                       | 20e               | 117.98 |
| 17:00       | 11:00 | Roeien       | vier-zonder-stuurman (m) | Geert Cirkel Matthijs Vellenga Jan-Willem Gabriëls Gijs Vermeulen | HF                            | 4e                | 6:02.46 |
| 17:00       | 11:00 | voetbal      | mannen                   | Nederland                                                         | groepsfase                    | 1 - 0             | |
| 17:40       | 11:40 | Roeien       | acht (v)                 | Nederland                                                         | herkansing                    | 2e                | 6:11.58 |
| 18:30       | 12:30 | Zwemmen      | 100 m vrij (v)           | Marleen Veldhuis                                                  | series                        | 3e (overall: 3e)  | 53.76 |
| 18:30       | 12:30 | Zwemmen      | 100 m vrij (v)           | Inge Dekker                                                       | series                        | 7e (overall: 24e) | 55.23 |
| 19:09       | 13:09 | Zwemmen      | 200 m rug (m)            | Nick Driebergen                                                   | series                        | 7e (overall: 24e) | 2:00.24 |
| 19:15       | 13:15 | Paardensport | dressuur                 | Hans Peter Minderhoud                                             | kwalificatie individueel team |                   | 69.625% |
| 19:30       | 13:30 | Softbal      | vrouwen                  | Nederland                                                         | groepsfase                    | 2 - 9             | |
| 19:30       | 13:30 | Tafeltennis  | team(v)                  | Nederland                                                         | groepsfase                    | 1 - 3             | Lie Jiao 2 - 3 (11-6,9-11,11-4,4-11,3-11) Jie Li 0 - 3 (5-11,4-11,4-11) Jelena Timina/Jie Li 1 - 3 (11-9,9-11,6-11,9-11) Jelena Timina 0 - 3 (7-11,5-11,7-11)                                       |
| 20:00       | 14:00 | Volleybal    | beachvolleybal (m)       | Reinder Nummerdor Richard Schuil                                  | groepsfase                    | 2 - 0             | 21-16,21-16 |
| 20:17       | 14:17 | Zwemmen      | 200 m wissel (m)         | Robin van Aggele                                                  | series                        | 8e (overall: 39e) | 2:04.33 |
| 21:03       | 15:05 | Zwemmen      | 4× 200 m vrij (v)        | Nederland                                                         | series                        | 5e (overall: 11e) | 7:56.60 |
| 21:00       | 15:00 | Hockey       | mannen                   | Nederland                                                         | groepsfase                    | 1 - 0             | |
| 21:45       | 15:45 | Paardensport | dressuur                 | Imke Schellekens-Bartels                                          | kwalificatie individueel team |                   | 70.875% |
| 23:00       | 17:00 | Volleybal    | beachvolleybal (v)       | Rebekka Kadijk Merel Mooren                                       | groepsfase                    | 0 - 2             | 19-21,18-21 |

## Donderdag 14 augustus 2008
| Lokale tijd | MEZT  | Sport        | Discipline                      | Olympiër                                                          | Ronde                    | Resultaat         | Prestatie |
| ----------- | ----- | ------------ | ------------------------------- | ----------------------------------------------------------------- | ------------------------ | ----------------- | --- |
| 08:30       | 02:30 | Hockey       | vrouwen                         | Nederland                                                         | groepsfase               | 1-0               | |
| 10:10       | 04:10 | Zwemmen      | 100 m vrij (v)                  | Marleen Veldhuis                                                  | HF                       | 1e (overall: 2e)  | 53.81 |
| 10:30       | 04:30 | Honkbal      | mannen                          | Nederland                                                         | groepsfase               | 0-7               | Gestaakt in de achtste inning |
| 10:46       | 04:46 | Zwemmen      | 100 m vrij (m)                  | Pieter van den Hoogenband                                         | finale                   | 5e                | 47.75 |
| 12:00       | 06:00 | Judo         | tot 100 kg (m)                  | Henk Grol                                                         |                          | Brons             | 1/16F: won van Luciano Correa Brazilië 1/8F: won van Arik Zeevi Israël KF: won van Przemyslaw Matyjaszek Polen HF: verloor van Askhat Zhitkeyev Kazachstan Voor brons: won van Levan Zjorzjoliani Georgië |
| 13:00       | 07:00 | Zeilen       | laser klasse (m)                | Rutger van Schaardenburg                                          | Race 4                   |                   | uitgesteld naar vrijdag |
| 13:00       | 07:00 | Zeilen       | laser klasse (m)                | Rutger van Schaardenburg                                          | Race 5                   |                   | uitgesteld naar vrijdag |
| 13:00       | 07:00 | Zeilen       | plankzeilen (m)                 | Casper Bouman                                                     | Race 5                   |                   | uitgesteld naar vrijdag |
| 13:00       | 07:00 | Zeilen       | plankzeilen (m)                 | Casper Bouman                                                     | Race 6                   |                   | uitgesteld naar vrijdag |
| 13:00       | 07:00 | Zeilen       | finn klasse (open)              | Pieter-Jan Postma                                                 | Race 8                   |                   | uitgesteld naar vrijdag |
| 13:00       | 07:00 | Zeilen       | finn klasse (open)              | Pieter-Jan Postma                                                 | Race 9                   |                   | uitgesteld naar vrijdag |
| 13:00       | 07:00 | Zeilen       | Yngling klasse (v)              | Annemieke Bes Mandy Mulder Merel Witteveen                        | Race 8                   |                   | uitgesteld naar vrijdag |
| 13:00       | 07:00 | Zeilen       | Yngling klasse (v)              | Annemieke Bes Mandy Mulder Merel Witteveen                        | Race 9                   |                   | uitgesteld naar vrijdag |
| 14:30       | 08:30 | Tafeltennis  | team(v)                         | Nederland                                                         | groepsfase               | 0 - 3             | Lie Jiao 2 - 3 (9-11,12-10,12-10,5-11,8-11) Elana Timina 0 - 3 (12-14,2-11,2-11) Elena Timina/Li Jie 2 - 3 (8-11,11-5,11-6,6-11,7-11)                                                                     |
| 15:00       | 09:00 | Roeien       | skiff (m)                       | Sjoerd Hamburger                                                  | finale C/D               |                   | uitgesteld naar vrijdag |
| 15:30       | 09:30 | Roeien       | lichte dubbeltwee (v)           | Marit van Eupen Kirsten van der Kolk                              | HF A/B                   |                   | uitgesteld naar vrijdag |
| 15:35       | 09:35 | Kanovaren    | K1 slalom (v)                   | Ariane Herde                                                      | HF                       |                   | uitgesteld naar vrijdag |
| 16:10       | 10:10 | Roeien       | lichte vier-zonder-stuurman (m) | Paul Drewes Marshall Godschalk Gerard van der Linden Ivo Snijders | HF A/B                   |                   | uitgesteld naar vrijdag |
| 17:00       | 11:00 | Softbal      | vrouwen                         | Nederland                                                         | groepsfase               | 0-3               | |
| 17:50       | 11:50 | Roeien       | vier-zonder-stuurman (m)        | Geert Cirkel Matthijs Vellenga Jan-Willem Gabriëls Gijs Vermeulen | Finale B                 |                   | uitgesteld naar vrijdag |
| 18:33       | 12:33 | Zwemmen      | 50 m vrij slag (m)              | Robert Lijesen                                                    | serie 10                 | 6e (overall: 32e) | 22.51 |
| 20:00       | 14:00 | Volleybal    | mannen                          | Emiel Boersma Bram Ronnes                                         | groepsfase               | 2-0               | 21-16,22-20 |
| 19:54       | 13:54 | Zwemmen      | 100 m vlinder (m)               | Robin van Aggele                                                  | serie 9                  | 6e (overall: 20e) | 52.26 |
| 20:42       | 14:42 | Paardensport | dressuur                        | Anky van Grunsven                                                 | kwalificatie individueel | 2e                | 74.750% |
| 20:42       | 14:42 | Paardensport | dressuur                        | Anky van Grunsven                                                 | team                     | Zilver            | 71.750% |
| 22:00       | 16:00 | Volleybal    | mannen                          | Emiel Boersma Bram Ronnes                                         | Lucky loser wedstrijd    | 0-2               | 16-21; 25-27 |

## Vrijdag 15 augustus 2008
| Lokale tijd | MEZT  | Sport        | Discipline                      | Olympiër                                                                  | Ronde        | Resultaat          | Prestatie                                                   |
| ----------- | ----- | ------------ | ------------------------------- | ------------------------------------------------------------------------- | ------------ | ------------------ | ----------------------------------------------------------- |
| 09:00       | 03:00 | Atletiek     | Zevenkamp (v)                   | Laurien Hoos                                                              | 100m horden  | 1e (9e tijd)       | serie 1: 13:52 1047 punten                                  |
| 09:00       | 03:00 | Atletiek     | Zevenkamp (v)                   | Jolanda Keizer                                                            | 100m horden  | 2e (26e tijd)      | serie 2: 13.90 993 punten                                   |
| 09:05       | 03:05 | Atletiek     | Kogelstoten (m)                 | Rutger Smith                                                              |              | 10e                | poging 1: 20.13m poging 2: × poging 3: 19.97m               |
| 10:30       | 04:30 | Atletiek     | Zevenkamp (v)                   | Laurien Hoos                                                              | Hoogspringen | 17e (Overall: 36e) | 1,65 m 795 punten (Totaal: 1842)                            |
| 10:30       | 04:30 | Atletiek     | Zevenkamp (v)                   | Jolanda Keizer                                                            | Hoogspringen | 1e (overall: 6e)   | 1,83 m 1016 punten (Totaal: 2009)                           |
| 10:30       | 04:30 | Hockey       | Mannen                          | Nederland                                                                 | Groepsfase   | 4 - 2              |                                                             |
| 11:04       | 05:04 | Zwemmen      | 100 m vrij (v)                  | Marleen Veldhuis                                                          | Finale       | 6e                 | 54.21                                                       |
| 12:00       | 06:00 | Judo         | Boven 78 kg (v)                 | Carola Uilenhoed                                                          |              | 1/8F               | 1/16F: bye 1/8F: verloor van Tserenkhand Dorjgotov Mongolië |
| 12:00       | 06:00 | Judo         | Boven 100 kg (m)                | Dennis van der Geest                                                      |              | 1/16F              | 1/16F: verloor van Tamerlan Tmenov Rusland                  |
| 13:00       | 07:00 | Waterpolo    | Vrouwen                         | Nederland                                                                 | Groepsfase   | 9 - 10             |                                                             |
| 13:00       | 07:00 | Zeilen       | Laser klasse (m)                | Rutger van Schaardenburg                                                  | Race 4       | 32e                |                                                             |
| 13:00       | 07:00 | Zeilen       | Laser klasse (m)                | Rutger van Schaardenburg                                                  | Race 5       |                    | uitgesteld naar zaterdag                                    |
| 13:00       | 07:00 | Zeilen       | Laser klasse (m)                | Rutger van Schaardenburg                                                  | Race 6       |                    | uitgesteld naar zaterdag                                    |
| 13:00       | 07:00 | Zeilen       | plankzeilen (m)                 | Casper Bouman                                                             | Race 5       | 4e                 |                                                             |
| 13:00       | 07:00 | Zeilen       | plankzeilen (m)                 | Casper Bouman                                                             | Race 6       |                    | uitgesteld naar zaterdag                                    |
| 13:00       | 07:00 | Zeilen       | Tornado klasse (open)           | Mitch Booth Pim Nieuwenhuis                                               | Race 1       | 3e                 |                                                             |
| 13:00       | 07:00 | Zeilen       | Tornado klasse (open)           | Mitch Booth Pim Nieuwenhuis                                               | Race 2       |                    | uitgesteld naar zaterdag                                    |
| 13:00       | 07:00 | Zeilen       | 470 klasse (m)                  | Kalle Coster Sven Coster                                                  | Race 7       | 2e                 |                                                             |
| 13:00       | 07:00 | Zeilen       | 470 klasse (m)                  | Kalle Coster Sven Coster                                                  | Race 8       |                    | uitgesteld naar zaterdag                                    |
| 13:00       | 07:00 | Zeilen       | 470 klasse (v)                  | Lobke Berkhout Marcelien de Koning                                        | Race 7       | 10e                |                                                             |
| 13:00       | 07:00 | Zeilen       | 470 klasse (v)                  | Lobke Berkhout Marcelien de Koning                                        | Race 8       | 7e                 |                                                             |
| 13:00       | 07:00 | Zeilen       | Finn klasse (open)              | Pieter-Jan Postma                                                         | Race 8       | 16e                |                                                             |
| 13:00       | 07:00 | Zeilen       | Finn klasse (open)              | Pieter-Jan Postma                                                         | Race 9       |                    | definitief afgelast                                         |
| 13:00       | 07:00 | Zeilen       | Finn klasse (open)              | Pieter-Jan Postma                                                         | Race 10      |                    | definitief afgelast                                         |
| 13:00       | 07:00 | Zeilen       | Yngling klasse (v)              | Annemieke Bes Mandy Mulder Merel Witteveen                                | Race 8       | 1e                 |                                                             |
| 13:00       | 07:00 | Zeilen       | Yngling klasse (v)              | Annemieke Bes Mandy Mulder Merel Witteveen                                | Race 9       |                    | definitief afgelast                                         |
| 13:00       | 07:00 | Zeilen       | Yngling klasse (v)              | Annemieke Bes Mandy Mulder Merel Witteveen                                | Race 10      |                    | definitief afgelast                                         |
| 15:00       | 09:00 | Roeien       | Skiff (m)                       | Sjoerd Hamburger                                                          | finale C     | 1e                 | 6:58.71                                                     |
| 15:00       | 09:00 | Kanovaren    | K1 slalom (v)                   | Ariane Herde                                                              | HF           | 10e                | 117.60                                                      |
| 15:30       | 09:30 | Roeien       | Lichte dubbeltwee (v)           | Marit van Eupen Kirsten van der Kolk                                      | HF A/B       | 1e                 | 7:03.87                                                     |
| 16:10       | 10:10 | Roeien       | Lichte vier-zonder-stuurman (m) | Paul Drewes Marshall Godschalk Gerard van der Linden Ivo Snijders         | HF A/B       | 3e                 | 6:08.73                                                     |
| 16:30       | 10:30 | Wielersport  | Sprint team (m)                 | Theo Bos Teun Mulder Tim Veldt                                            | kwalificatie | 4e                 | 44.213                                                      |
| 16:37       | 10:37 | Kanovaren    | K1 slalom (v)                   | Ariane Herde                                                              | Finale       | 6e                 | 231.99                                                      |
| 16:55       | 10:55 | Wielersport  | 4000 m achtervolging (m)        | Jenning Huizenga                                                          | Kwalificatie | 18e                | 4:37.097                                                    |
| 16:55       | 10:55 | Wielersport  | 4000 m achtervolging (m)        | Jens Mouris                                                               | Kwalificatie | 13e                | 4:27.445                                                    |
| 17:50       | 11:50 | Roeien       | Vier-zonder-stuurman (m)        | Geert Cirkel Matthijs Vellenga Jan-Willem Gabriëls Gijs Vermeulen         | Finale B     | 2e                 | 6:06.37                                                     |
| 18:33       | 12:33 | Zwemmen      | 50 m vrij (v)                   | Marleen Veldhuis                                                          | series       | 1e (Overall: 2e)   | 24.38                                                       |
| 18:33       | 12:33 | Zwemmen      | 50 m vrij (v)                   | Hinkelien Schreuder                                                       | series       | 5e (Overall: 12e)  | 25.00                                                       |
| 18:40       | 12:40 | Wielersport  | Sprint team (m)                 | Theo Bos Teun Mulder Tim Veldt                                            | finale       | 5e                 | 44.212                                                      |
| 19:00       | 13:00 | Honkbal      | Mannen                          | Nederland                                                                 | Groepsfase   | 0 - 6              |                                                             |
| 19:00       | 13:00 | Atletiek     | Zevenkamp (v)                   | Laurien Hoos                                                              | Kogelstoten  | 4e (19e overall)   | 14.98m 860 punten (2702 totaal)                             |
| 19:00       | 13:00 | Atletiek     | Zevenkamp (v)                   | Jolanda Keizer                                                            | Kogelstoten  | 3e (6e overall)    | 15.15m 871 punten (2880 totaal)                             |
| 19:15       | 13:15 | Paardensport | Springen                        | Nederland                                                                 | Team         | 6e                 | kwalificatie: 6 strafpunten                                 |
| 19:15       | 13:15 | Paardensport | Springen                        | Angelique Hoorn                                                           | Individueel  | 30e                | kwalificatie: 4 strafpunten                                 |
| 19:15       | 13:15 | Paardensport | Springen                        | Marc Houtzager                                                            | Individueel  | 28e                | kwalificatie: 2 strafpunten                                 |
| 19:15       | 13:15 | Paardensport | Springen                        | Vincent Voorn                                                             | Individueel  | 1e                 | kwalificatie: 0 strafpunten                                 |
| 19:15       | 13:15 | Paardensport | Springen                        | Gerco Schröder                                                            | Individueel  | 39e                | kwalificatie: 5 strafpunten                                 |
| 19:30       | 13:30 | Softbal      | Vrouwen                         | Nederland                                                                 | Groepsfase   | 0 - 8              |                                                             |
| 20:32       | 14:32 | Zwemmen      | 4× 100 m wissel (v)             | Ranomi Kromowidjojo Jolijn van Valkengoed Hinkelien Schreuder Inge Dekker | series       | 7e                 | 4.04,74                                                     |
| 21:00       | 15:00 | Atletiek     | Kogelstoten (m)                 | Rutger Smith                                                              | Finale       | 9e                 | 20,41 m, ongeldig, 20,30 m                                  |
| 21:15       | 15:15 | Atletiek     | Zevenkamp (v)                   | Laurien Hoos                                                              | 200 meter    | 18e (18e overall)  | 24.57 927 punten (3629 totaal)                              |
| 21:15       | 15:15 | Atletiek     | Zevenkamp (v)                   | Jolanda Keizer                                                            | 200 meter    | 6e (7e overall)    | 23.97 984 punten (3864 overall)                             |
| 22:45       | 16:45 | Atletiek     | 10.000 m (v)                    | Lornah Kiplagat                                                           |              | 8e                 | 30:40:27                                                    |
| 22:45       | 16:45 | Atletiek     | 10.000 m (v)                    | Hilda Kibet                                                               |              | 15e                | 31:29.69                                                    |

## Zaterdag 16 augustus 2008
| Lokale tijd | MEZT  | Sport        | Discipline            | Olympiër                                   | Ronde              | Resultaat         | Prestatie                        |
| ----------- | ----- | ------------ | --------------------- | ------------------------------------------ | ------------------ | ----------------- | -------------------------------- |
| 09:50       | 03:50 | Atletiek     | Zevenkamp (v)         | Laurien Hoos                               | verspringen        | 35e (22e overall) | 5.74 m 771 punten (4400 totaal)  |
| 09:50       | 03:50 | Atletiek     | Zevenkamp (v)         | Jolanda Keizer                             | verspringen        | 14e (7e overall)  | 6.15 m 896 punten (4760 totaal)  |
| 10:30       | 04:30 | Hockey       | vrouwen               | Nederland                                  | groepsfase         | 2 - 1             |                                  |
| 10:40       | 04:40 | Atletiek     | discuswerpen (m)      | Rutger Smith                               | kwalificatie       | 3e                | 64,09 m, 65,65 m                 |
| 10:54       | 06:54 | Zwemmen      | 50m vrije slag (v)    | Marleen Veldhuis                           | HF                 | 2e                | 24.46                            |
| 10:54       | 06:54 | Zwemmen      | 50m vrije slag (v)    | Hinkelien Schreuder                        | HF                 | 4e                | 24.52                            |
| 12:00       | 06:00 | Volleybal    | beachvolleybal (m)    | Reinder Nummerdor Richard Schuil           | 1/8F               | 2 - 0             | 21-16, 21-14                     |
| 13:00       | 07:00 | Zeilen       | Laser klasse (m)      | Rutger van Schaardenburg                   | Race 5             | 25e               |                                  |
| 13:00       | 07:00 | Zeilen       | Laser klasse (m)      | Rutger van Schaardenburg                   | Race 6             |                   | uitgesteld naar zondag           |
| 13:00       | 07:00 | Zeilen       | Laser klasse (m)      | Rutger van Schaardenburg                   | Race 7             |                   | uitgesteld naar zondag           |
| 13:00       | 07:00 | Zeilen       | plankzeilen (m)       | Casper Bouman                              | Race 6             |                   | uitgesteld naar zondag           |
| 13:00       | 07:00 | Zeilen       | plankzeilen (m)       | Casper Bouman                              | Race 7             |                   | uitgesteld naar zondag           |
| 13:00       | 07:00 | Zeilen       | plankzeilen (m)       | Casper Bouman                              | Race 8             |                   | uitgesteld naar zondag           |
| 13:00       | 07:00 | Zeilen       | Tornado klasse (open) | Mitch Booth Pim Nieuwenhuis                | Race 2             | 13e               |                                  |
| 13:00       | 07:00 | Zeilen       | Tornado klasse (open) | Mitch Booth Pim Nieuwenhuis                | Race 3             | 8e                |                                  |
| 13:00       | 07:00 | Zeilen       | Tornado klasse (open) | Mitch Booth Pim Nieuwenhuis                | Race 4             |                   | uitgesteld naar zondag           |
| 13:00       | 07:00 | Zeilen       | 470 klasse (m)        | Kalle Coster Sven Coster                   | Race 8             | 8e                |                                  |
| 13:00       | 07:00 | Zeilen       | 470 klasse (m)        | Kalle Coster Sven Coster                   | Race 9             | 4e                |                                  |
| 13:00       | 07:00 | Zeilen       | 470 klasse (m)        | Kalle Coster Sven Coster                   | Race 10            | 2e                |                                  |
| 13:00       | 07:00 | Zeilen       | 470 klasse (v)        | Lobke Berkhout Marcelien de Koning         | Race 9             | 4e                |                                  |
| 13:00       | 07:00 | Zeilen       | 470 klasse (v)        | Lobke Berkhout Marcelien de Koning         | Race 10            | 16e               |                                  |
| 13:00       | 07:00 | Zeilen       | Finn klasse (open)    | Pieter-Jan Postma                          | Medal race         |                   | uitgesteld naar zondag           |
| 13:00       | 07:00 | Zeilen       | Yngling klasse (v)    | Annemieke Bes Mandy Mulder Merel Witteveen | Medal race         |                   | uitgesteld naar zondag           |
| 16:50       | 10:50 | Wielersport  | keirin (m)            | Theo Bos                                   | ronde 1 serie 4    | 2e                |                                  |
| 16:50       | 10:50 | Wielersport  | keirin (m)            | Teun Mulder                                | ronde 1 serie 2    | 3e                |                                  |
| 17:00       | 11:00 | Softbal      | vrouwen               | Nederland                                  | groepsfase         | 0 - 8             |                                  |
| 17:25       | 11:25 | Wielersport  | keirin (m)            | Teun Mulder                                | herkansing serie 2 | -                 | gediskwalificeerd                |
| 17:40       | 11:40 | Wielersport  | puntenkoers (m)       | Peter Schep                                |                    | 20e               | 0 punten                         |
| 18:00       | 12:00 | Honkbal      | mannen                | Nederland                                  | groepsfase         | 6 - 4             |                                  |
| 18:30       | 12:30 | Wielersport  | keirin (m)            | Theo Bos                                   | ronde 2            | -                 | niet gefinisht                   |
| 19:00       | 13:00 | Atletiek     | Zevenkamp (v)         | Laurien Hoos                               | speerwerpen        | 6e (19e overaal)  | 48.54 832 punten (5232 overall)  |
| 19:00       | 13:00 | Atletiek     | Zevenkamp (v)         | Jolanda Keizer                             | speerwerpen        | 21e (8e overall)  | 42.76 720 punten (5480 totaal)   |
| 19:15       | 19:15 | Wielersport  | keirin (m)            | Theo Bos                                   | finale 7 - 12      | -                 | niet gestart                     |
| 21:00       | 15:00 | Voetbal      | mannen                | Nederland                                  | KF                 | 2 - 1             | na verlenging                    |
| 21:15       | 15:15 | Atletiek     | Zevenkamp (v)         | Laurien Hoos                               | 800 meter          | -                 | niet gestart                     |
| 21:15       | 15:15 | Atletiek     | Zevenkamp (v)         | Jolanda Keizer                             | 800 meter          | 17e (10e overall) | 2:15.21 890 punten (6370 totaal) |
| 21:30       | 15:30 | Paardensport | dressuur              | Hans Peter Minderhoud                      | kwalificatie 2     | 7e                | 70.920                           |
| 23:05       | 17:05 | Paardensport | dressuur              | Anky van Grunsven                          | kwalificatie 2     | 2e                | 74,960                           |
| 23:25       | 17:25 | Paardensport | dressuur              | Imke Schellekens-Bartels                   | kwalificatie 2     | -                 | niet gestart                     |

## Zondag 17 augustus 2008
| Lokale tijd | MEZT  | Sport        | Discipline                      | Olympiër                                                          | Ronde            | Resultaat     | Prestatie                                               |
| ----------- | ----- | ------------ | ------------------------------- | ----------------------------------------------------------------- | ---------------- | ------------- | ------------------------------------------------------- |
| 10:00       | 04:00 | Wielersport  | team achtervolging (m)          | Nederland                                                         | kwalificatie     | 6e            | 4:04.806                                                |
| 10:00       | 04:00 | Zwemmen      | 50m vrije slag (v)              | Marleen Veldhuis                                                  | finale           | 5e            | 24.26                                                   |
| 10:00       | 04:00 | Zwemmen      | 50m vrije slag (v)              | Hinkelien Schreuder                                               | finale           | 7e            | 24.65                                                   |
| 11:05       | 05:05 | Wielersport  | sprint (v)                      | Yvonne Hijgenaar                                                  | kwalificatie     | 10e           | 11.533                                                  |
| 11:05       | 05:05 | Wielersport  | sprint (v)                      | Willy Kanis                                                       | kwalificatie     | 4e            | 11.167                                                  |
| 11:20       | 05:20 | Wielersport  | sprint (m)                      | Theo Bos                                                          | kwalificatie     | 9e            | 10.318                                                  |
| 11:20       | 05:20 | Wielersport  | sprint (m)                      | Teun Mulder                                                       | kwalificatie     | 13e           | 10.373                                                  |
| 13:00       | 07:00 | Zeilen       | Laser klasse (m)                | Rutger van Schaardenburg                                          | Race 6           | 18e           |                                                         |
| 13:00       | 07:00 | Zeilen       | Laser klasse (m)                | Rutger van Schaardenburg                                          | Race 7           |               | uitgesteld naar maandag                                 |
| 13:00       | 07:00 | Zeilen       | Laser klasse (m)                | Rutger van Schaardenburg                                          | Race 8           |               | uitgesteld naar maandag                                 |
| 13:00       | 07:00 | Zeilen       | plankzeilen (m)                 | Casper Bouman                                                     | Race 6           | 1e            |                                                         |
| 13:00       | 07:00 | Zeilen       | plankzeilen (m)                 | Casper Bouman                                                     | Race 7           | 1e            |                                                         |
| 13:00       | 07:00 | Zeilen       | plankzeilen (m)                 | Casper Bouman                                                     | Race 8           |               | uitgesteld naar maandag                                 |
| 13:00       | 07:00 | Zeilen       | Tornado klasse (open)           | Mitch Booth Pim Nieuwenhuis                                       | Race 4           | 3e            |                                                         |
| 13:00       | 07:00 | Zeilen       | Tornado klasse (open)           | Mitch Booth Pim Nieuwenhuis                                       | Race 5           |               | uitgesteld naar maandag                                 |
| 13:00       | 07:00 | Zeilen       | Tornado klasse (open)           | Mitch Booth Pim Nieuwenhuis                                       | Race 6           |               | uitgesteld naar maandag                                 |
| 13:00       | 07:00 | Zeilen       | Yngling klasse (v)              | Annemieke Bes Mandy Mulder Merel Witteveen                        | Medal race       | 4e ( overall) |                                                         |
| 15:30       | 09:30 | Roeien       | Lichte dubbeltwee (v)           | Marit van Eupen Kirsten van der Kolk                              | Finale A         | Goud          | 6:54.74                                                 |
| 15:40       | 09:40 | Waterpolo    | vrouwen                         | Nederland                                                         | KF               | 13 - 11       |                                                         |
| 16:10       | 10:10 | Roeien       | Lichte vier-zonder-stuurman (m) | Paul Drewes Marshall Godschalk Gerard van der Linden Ivo Snijders | Finale A         | 6e            | 5:54.06                                                 |
| 16:30       | 10:30 | Wielersport  | sprint (m)                      | Theo Bos                                                          | 1/16F            |               | won van Mark French Australië                           |
| 16:30       | 10:30 | Wielersport  | sprint (m)                      | Teun Mulder                                                       | 1/16F            |               | verloor van Maximilian Levy Duitsland                   |
| 17:10       | 11:10 | Roeien       | acht (v)                        | Nederland                                                         | Finale A         | Zilver        | 6:07.22                                                 |
| 17:15       | 11:15 | Wielersport  | sprint (m)                      | Teun Mulder                                                       | 1/16F herkansing |               | won van Mark French Australië en Denis Dmitrjev Rusland |
| 17:25       | 11:25 | Wielersport  | sprint (v)                      | Yvonne Hijgenaar                                                  | 1/8F             |               | verloor van Anna Meares Australië                       |
| 17:25       | 11:25 | Wielersport  | sprint (v)                      | Willy Kanis                                                       | 1/8F             |               | won van Lisandra Guerra Cuba                            |
| 17:30       | 11:30 | Roeien       | acht (m)                        | Nederland                                                         | Finale A         | 4e            | 5:29.26                                                 |
| 17:45       | 11:45 | Wielersport  | sprint (m)                      | Theo Bos                                                          | 1/8F             |               | won van Kevin Sireau Frankrijk                          |
| 17:45       | 11:45 | Wielersport  | sprint (m)                      | Teun Mulder                                                       | 1/8F             |               | won van Stefan Nimke Duitsland                          |
| 18:15       | 12:15 | Wielersport  | sprint (v)                      | Yvonne Hijgenaar                                                  | 1/8F herkansing  |               | verloor van Simona Krupeckaite Litouwen                 |
| 18:25       | 12:25 | Wielersport  | team achtervolging (m)          | Nederland                                                         | ronde 1          |               | verloor van Australië (ingehaald)                       |
| 19:15       | 13:15 | Paardensport | Springen                        | Nederland                                                         | Team             | 6e            | 17 strafpunten                                          |
| 19:15       | 13:15 | Paardensport | Springen                        | Angelique Hoorn                                                   | Individueel      |               | 4 strafpunten                                           |
| 19:15       | 13:15 | Paardensport | Springen                        | Marc Houtzager                                                    | Individueel      |               | 1 strafpunt                                             |
| 19:15       | 13:15 | Paardensport | Springen                        | Vincent Voorn                                                     | Individueel      |               | 16 strafpunten                                          |
| 19:15       | 13:15 | Paardensport | Springen                        | Gerco Schröder                                                    | Individueel      |               | 12 strafpunten                                          |
| 19:30       | 13:30 | Softbal      | vrouwen                         | Nederland                                                         | groepsfase       | 0 - 8         |                                                         |
| 20:30       | 14:30 | Hockey       | mannen                          | Nederland                                                         | groepsfase       | 2 - 2         |                                                         |

## Maandag 18 augustus 2008
| Lokale tijd | MEZT  | Sport            | Discipline            | Olympiër                                   | Ronde              | Resultaat       | Prestatie                                                                                            |
| ----------- | ----- | ---------------- | --------------------- | ------------------------------------------ | ------------------ | --------------- | --- |
| 09:30       | 03:30 | Softbal          | vrouwen               | Nederland                                  | groepsfase         | 4 - 2           | |
| 10:00       | 04:00 | Triatlon         | vrouwen               | Lisa Mensink                               |                    | 45e             | zwemmen: 20.03 (29e tijd) fietsen: 1:07.44 (45e tijd) hardlopen: 41.30 (43e tijd) totaal: 2:10.18,98 |
| 11:00       | 05:00 | Volleybal        | beachvolleybal (m)    | Reinder Nummerdor Richard Schuil           | KF                 | 0 - 2           | 19 - 21; 19 - 21                                                                                     |
| 11:10       | 05:10 | Atletiek         | 110 m horden (m)      | Marcel van der Westen                      | serie 6            | 2e              | 13.54                                                                                                |
| 11:10       | 05:10 | Atletiek         | 110 m horden (m)      | Gregory Sedoc                              | serie 2e           | 4e              | 13.50                                                                                                |
| 13:00       | 07:00 | Zeilen           | Laser klasse (m)      | Rutger van Schaardenburg                   | Race 7             | 38e             | |
| 13:00       | 07:00 | Zeilen           | Laser klasse (m)      | Rutger van Schaardenburg                   | Race 8             | 26e             | |
| 13:00       | 07:00 | Zeilen           | Laser klasse (m)      | Rutger van Schaardenburg                   | Race 9             | 20              | |
| 13:00       | 07:00 | Zeilen           | Laser klasse (m)      | Rutger van Schaardenburg                   | Race 10            |                 | definitief afgelast                                                                                  |
| 13:00       | 07:00 | Zeilen           | plankzeilen (m)       | Casper Bouman                              | Race 8             | 2e              | |
| 13:00       | 07:00 | Zeilen           | plankzeilen (m)       | Casper Bouman                              | Race 9             | 20e             | |
| 13:00       | 07:00 | Zeilen           | plankzeilen (m)       | Casper Bouman                              | Race 10            |                 | uitgesteld naar dinsdag                                                                              |
| 13:00       | 07:00 | Zeilen           | Tornado klasse (open) | Mitch Booth Pim Nieuwenhuis                | Race 5             | 10e             | |
| 13:00       | 07:00 | Zeilen           | Tornado klasse (open) | Mitch Booth Pim Nieuwenhuis                | Race 6             | 2e              | |
| 13:00       | 07:00 | Zeilen           | Tornado klasse (open) | Mitch Booth Pim Nieuwenhuis                | Race 7             | 8               | |
| 13:00       | 07:00 | Zeilen           | 470 klasse (m)        | Kalle Coster Sven Coster                   | Medal race         | 7e (4e overall) | |
| 13:00       | 07:00 | Zeilen           | 470 klasse (v)        | Lobke Berkhout Marcelien de Koning         | Medal race         | 5e ( overall)   | |
| 15:00       | 09:00 | Synchroonzwemmen | duet                  | Bianca van der Velden Sonja van der Velden | technische routine | 10e             | 45.584 punten                                                                                        |
| 16:30       | 10:30 | Wielersport      | puntenkoers (v)       | Marianne Vos                               |                    | Goud            | 30 punten                                                                                            |
| 17:05       | 11:05 | Wielersport      | sprint (v)            | Willy Kanis                                | KF                 | 2 - 0           | won van Jennie Reed Verenigde Staten                                                                 |
| 17:20       | 11:20 | Wielersport      | sprint (m)            | Theo Bos                                   | KF                 | 0 - 2           | verloor van Mickael Bourgain Frankrijk                                                               |
| 17:20       | 11:20 | Wielersport      | sprint (m)            | Teun Mulder                                | KF                 | 0 - 2           | verloor van Maximilian Levy Duitsland                                                                |
| 18:00       | 12:00 | Honkbal          | mannen                | Nederland                                  | groepsfase         | 3 - 14          | |
| 18:30       | 12:30 | Hockey           | vrouwen               | Nederland                                  | groepsfase         | 2 - 0           | |
| 19:15       | 13:15 | Paardensport     | Springen              | Nederland                                  | Team               | 5e              | 34 strafpunten                                                                                       |
| 19:15       | 13:15 | Paardensport     | Springen              | Angelique Hoorn                            | Individueel        |                 | 8 strafpunten                                                                                        |
| 19:15       | 13:15 | Paardensport     | Springen              | Marc Houtzager                             | Individueel        |                 | 5 strafpunten                                                                                        |
| 19:15       | 13:15 | Paardensport     | Springen              | Vincent Voorn                              | Individueel        |                 | 27 strafpunten                                                                                       |
| 19:15       | 13:15 | Paardensport     | Springen              | Gerco Schröder                             | Individueel        |                 | 4 strafpunten                                                                                        |

## Dinsdag 19 augustus 2008
| Lokale tijd | MEZT  | Sport            | Discipline            | Olympiër                                   | Ronde                      | Resultaat        | Prestatie                                                                                              |
| ----------- | ----- | ---------------- | --------------------- | ------------------------------------------ | -------------------------- | ---------------- | --- |
| 08:30       | 02:30 | Hockey           | mannen                | Nederland                                  | groepsfase                 | 4 - 2            | |
| 10:00       | 04:00 | Triatlon         | mannen                | Sander Berk                                |                            | 31e              | zwemmen: 18.13 (15e tijd) fietsen: 1:17.47 (37e tijd) hardlopen: 1:18.21 (45e tijd) totaal: 1:52.18,09 |
| 10:30       | 04:30 | Honkbal          | mannen                | Nederland                                  | groepsfase                 | 0 - 4            | |
| 13:00       | 07:00 | Zeilen           | Tornado klasse (open) | Mitch Booth Pim Nieuwenhuis                | Race 8                     |                  | uitgesteld naar woensdag                                                                               |
| 13:00       | 07:00 | Zeilen           | Tornado klasse (open) | Mitch Booth Pim Nieuwenhuis                | Race 9                     |                  | uitgesteld naar woensdag                                                                               |
| 13:00       | 07:00 | Zeilen           | plankzeilen (m)       | Casper Bouman                              | Race 10                    | 21e              | |
| 15:00       | 09:00 | Synchroonzwemmen | duet                  | Bianca van der Velden Sonja van der Velden | vrije routine kwalificatie | 9e               | 45.834                                                                                                 |
| 15:40       | 09:40 | Waterpolo        | vrouwen               | Nederland                                  | HF                         | 8 - 7            | |
| 16:30       | 10:30 | Wielersport      | sprint (v)            | Willy Kanis                                | HF                         | 0 - 2            | verloor van Victoria Pendleton Groot-Brittannië                                                        |
| 17:15       | 11:15 | Wielersport      | sprint (v)            | Yvonne Hijgenaar                           | finale 9-12                | 3e               | |
| 17:30       | 11:30 | Wielersport      | koppelkoers (m))      | Jens Mouris Peter Schep                    | 8e                         |                  | 6 punten, 1 ronde achterstand                                                                          |
| 18:25       | 12:25 | Wielersport      | sprint (v)            | Willy Kanis                                | voor brons                 | 4e               | verloor van Shuang Guo China (0-2)                                                                     |
| 18:35       | 12:35 | Wielersport      | sprint (m)            | Theo Bos                                   | finale 5 - 8               | 3e               | |
| 18:35       | 12:35 | Wielersport      | sprint (m)            | Teun Mulder                                | finale 5 - 8               | 2e               | |
| 19:29       | 13:29 | Gymnastiek       | rekstok (m)           | Epke Zonderland                            | finale                     | 7e               | 15.000                                                                                                 |
| 19:15       | 13:15 | Paardensport     | dressuur              | Hans Peter Minderhoud op Nadine            | individueel finale         | 5e               | 73.035                                                                                                 |
| 19:15       | 13:15 | Paardensport     | dressuur              | Anky van Grunsven op Salinero              | individueel finale         | Goud             | 78.680                                                                                                 |
| 20:45       | 14:45 | Atletiek         | 110 m horden (m)      | Marcel van der Westen                      | KF                         | 4e (14e overall) | 13.48                                                                                                  |
| 20:45       | 14:45 | Atletiek         | 110 m horden (m)      | Gregory Sedoc                              | KF                         | 3e (9e overall)  | 13.43                                                                                                  |
| 21:00       | 15:00 | Atletiek         | discuswerpen (m)      | Rutger Smith                               | finale                     | 7e               | 65,39 m                                                                                                |
| 21:00       | 15:00 | Tafeltennis      | enkelspel (v)         | Li Jie                                     | 1/32F                      | 4 - 1            | (8-11,11-4,11-7,4-12,11-5)                                                                             |

## Woensdag 20 augustus 2008
| Lokale tijd | MEZT  | Sport            | Discipline            | Olympiër                                   | Ronde                | Resultaat         | Prestatie                   |
| ----------- | ----- | ---------------- | --------------------- | ------------------------------------------ | -------------------- | ----------------- | --------------------------- |
| 09:00       | 03:00 | Zwemmen          | 10 km open water (v)  | Edith van Dijk                             |                      | 14e               | 2:00.02,8                   |
| 09:00       | 03:00 | Wielersport      | bmx (m)               | Raymon van der Biezen                      | kwalificatie         | 5e                | Run 1: 36,112 Run 2: 40.153 |
| 09:00       | 03:00 | Wielersport      | bmx (m)               | Robert de Wilde                            | kwalificatie         | 23e               | Run 1: 36,803 Run 2: 50,268 |
| 09:00       | 03:00 | Wielersport      | bmx (m)               | Rob van den Wildenberg                     | kwalificatie         | 18e               | Run 1: 36,522 Run 2: 39,167 |
| 09:45       | 03:45 | Wielersport      | bmx (v)               | Lieke Klaus                                | kwalificatie         | 11e               | Run 1: 38.709 Run 2: 38.808 |
| 11:30       | 05:30 | Honkbal          | mannen                | Nederland                                  | groepsfase           | 0 - 10            | 8 innings                   |
| 11:40       | 05:40 | Wielersport      | bmx (m)               | Raymon van der Biezen                      | KF                   | 3e                | 10 punten (4e, 1e, 5e)      |
| 11:40       | 05:40 | Wielersport      | bmx (m)               | Robert de Wilde                            | KF                   | 7e                | 18 punten (8e, 2e, 8e)      |
| 11:40       | 05:40 | Wielersport      | bmx (m)               | Rob van den Wildenberg                     | KF                   | 2e                | 8 punten (2e, 5e, 1e)       |
| 13:00       | 07:00 | Zeilen           | Tornado klasse (open) | Mitch Booth Pim Nieuwenhuis                | Race 8               | 3e                |                             |
| 13:00       | 07:00 | Zeilen           | Tornado klasse (open) | Mitch Booth Pim Nieuwenhuis                | Race 9               | 11e               |                             |
| 13:00       | 07:00 | Zeilen           | Tornado klasse (open) | Mitch Booth Pim Nieuwenhuis                | Race 10              | 10e               |                             |
| 15:00       | 09:00 | Synchroonzwemmen | duet                  | Bianca van der Velden Sonja van der Velden | vrije routine finale | 9e                | 46.083                      |
| 15:00       | 09:00 | Tafeltennis      | enkelspel (v)         | Li Jie                                     | 1/16F                | 4-1               | (8-11,11-4,11-7,14-12,11-5) |
| 19:00       | 13:00 | Atletiek         | 800 m (m)             | Robert Lathouwers                          | series               | 3e (Overall: 22e) | 1.46,94                     |
| 20:30       | 14:30 | Hockey           | vrouwen               | Nederland                                  | HF                   | 5-1               |                             |
| 21:00       | 15:00 | Tafeltennis      | enkelspel (v)         | Li Jiao                                    | 1/16F                | 4-1               | (6-11,11-8,11-9,11-8,11-8)  |
| 21:30       | 15:30 | Atletiek         | 110 m horden (m)      | Marcel van der Westen                      | HF                   | 6e                | 13,45 s                     |
| 21:30       | 15:30 | Atletiek         | 110 m horden (m)      | Gregory Sedoc                              | HF                   | 6e                | 13,60 s                     |

## Donderdag 21 augustus 2008
| Lokale tijd | MEZT  | Sport        | Discipline            | Olympiër                    | Ronde              | Resultaat         | Prestatie                                                                                |
| ----------- | ----- | ------------ | --------------------- | --------------------------- | ------------------ | ----------------- | ---------------------------------------------------------------------------------------- |
| 09:00       | 03:00 | Zwemmen      | 10 km open water (m)  | Maarten van der Weijden     |                    | Goud              | 1:51:51.6                                                                                |
| 09:00       | 03:00 | Wielersport  | bmx (v)               | Lieke Klaus                 |                    |                   | uitgesteld naar vrijdag                                                                  |
| 09:08       | 03:08 | Wielersport  | bmx (m)               | Raymon van der Biezen       | HF                 |                   | uitgesteld naar vrijdag                                                                  |
| 09:08       | 03:08 | Wielersport  | bmx (m)               | Rob van den Wildenberg      | HF                 |                   | uitgesteld naar vrijdag                                                                  |
| 09:20       | 03:20 | Atletiek     | tienkamp (m)          | Eugène Martineau            | 100 m              | 26e               | 11.19 863 punten                                                                         |
| 10:00       | 04:00 | Tafeltennis  | enkelspel (v)         | Li Jie                      | 1/8F               | 1 - 4             | (11-7, 11-13, 7-11, 5-11, 4-11)                                                          |
| 10:30       | 04:30 | Atletiek     | tienkamp (m)          | Eugène Martineau            | verspringen        | 17e (20e overall) | 7.19 799 punten (totaal 1662)                                                            |
| 10:30       | 04:30 | Wielersport  | bmx (v)               | Lieke Klaus                 | finale             |                   | uitgesteld naar vrijdag                                                                  |
| 10:40       | 04:40 | Wielersport  | bmx (m)               | Raymon van der Biezen       | finale             |                   | uitgesteld naar vrijdag                                                                  |
| 10:40       | 04:40 | Wielersport  | bmx (m)               | Rob van den Wildenberg      | finale             |                   | uitgesteld naar vrijdag                                                                  |
| 11:00       | 05:00 | Tafeltennis  | enkelspel (v)         | Li Jiao                     | 1/8F               | 0 - 4             | (2-11, 6-11, 3-11, 13-11)                                                                |
| 11:00       | 05:00 | Taekwondo    | tot 68 kg (m)         | Dennis Bekkers              |                    | 7e                | 1/16F : verloor van Taejin Son Zuid-Korea herkansing: verloor van Servet Tazegul Turkije |
| 12:20       | 06:20 | Atletiek     | tienkamp (m)          | Eugène Martineau            | kogelstoten        | 24e (22e overall) | 13.78 715 punten (totaal 2393)                                                           |
| 13:00       | 07:00 | Zeilen       | Tornado klasse (open) | Mitch Booth Pim Nieuwenhuis | Medal race         | 3e (overall: 5e)  |                                                                                          |
| 18:00       | 12:00 | Hockey       | mannen                | Nederland                   | HF                 | 1 - 1             | Duitsland w.n.s.                                                                         |
| 18:30       | 12:30 | Waterpolo    | vrouwen               | Nederland                   | finale             | Goud              | 9 - 8                                                                                    |
| 19:10       | 13:10 | Atletiek     | tienkamp (m)          | Eugène Martineau            | hoogspringen       | 11e (19e overall) | 1,99 m 794 punten (totaal 3187)                                                          |
| 19:15       | 13:15 | Paardensport | springen              | Angelique Hoorn             | Individueel finale | 9e                | Ronde A: 0 strafpunten Ronde B: 4 strafpunten Jump-off voor brons: 8 strafpunten         |
| 19:15       | 13:15 | Paardensport | springen              | Marc Houtzager              | Individueel finale | 8e                | Ronde A: 0 strafpunten Ronde B: 4 strafpunten Jump-off voor brons: 8 strafpunten         |
| 19:15       | 13:15 | Paardensport | springen              | Gerco Schröder              | Individueel finale | 16e               | Ronde A: 4 strafpunten Ronde B: 12 strafpunten                                           |
| 20:20       | 14:20 | Atletiek     | 4× 100 m (m)          | Nederland                   | series             |                   | 38,87                                                                                    |
| 22:00       | 16:00 | Atletiek     | tienkamp (m)          | Eugène Martineau            | 400 m              | 19e (19e overall) | 49,99 815 punten (totaal 4002)                                                           |

## Vrijdag 22 augustus 2008
| Lokale tijd | MEZT  | Sport       | Discipline   | Olympiër               | Ronde                 | Resultaat         | Prestatie                        |
| ----------- | ----- | ----------- | ------------ | ---------------------- | --------------------- | ----------------- | -------------------------------- |
| 09:00       | 03:00 | Atletiek    | tienkamp (m) | Eugène Martineau       | 110 m horden          | 23e (19e overall) | 14.73 882 punten (totaal 4884)   |
| 09:00       | 03:00 | Wielersport | bmx (v)      | Lieke Klaus            | HF                    | 5e                | 13 punten (4e, 4e, 5e)           |
| 09:08       | 03:08 | Wielersport | bmx (m)      | Raymon van der Biezen  | HF                    | 5e                | 14 punten (7e, 6e, 1e)           |
| 09:08       | 03:08 | Wielersport | bmx (m)      | Rob van den Wildenberg | HF                    | 2e                | 9e punten (3e, 2e, 4e)           |
| 10:05       | 04:05 | Atletiek    | tienkamp (m) | Eugène Martineau       | discuswerpen          | 20e (21e overall) | 44.09m 748 punten (totaal 5632)  |
| 10:40       | 04:40 | Wielersport | bmx (m)      | Rob van den Wildenberg | finale                | 5e                | 39.772                           |
| 12:55       | 06:55 | Atletiek    | tienkamp (m) | Eugène Martineau       | polstokhoog- springen | 12e (17e overall) | 4.70 m 819 punten (totaal 6451)  |
| 19:00       | 13:00 | Atletiek    | tienkamp (m) | Eugène Martineau       | speerwerpen           | 2e (15e overall)  | 71.44 m 911 punten (totaal 7362) |
| 20:30       | 14:30 | Hockey      | vrouwen      | Nederland              | finale                | Goud              | 2-0                              |
| 21:40       | 15:40 | Atletiek    | tienkamp (m) | Eugène Martineau       | 1500 m                | 10e (14e overall) | 4.37,96 693 punten (totaal 8055) |
| 22:10       | 16:10 | Atletiek    | 4× 100 m (m) | Nederland              | finale                | -                 | gediskwalificeerd                |

## Zaterdag 23 augustus 2008
| Lokale tijd | MEZT  | Sport       | Discipline                | Olympiër              | Ronde      | Resultaat | Prestatie   |
| ----------- | ----- | ----------- | ------------------------- | --------------------- | ---------- | --------- | ----------- |
| 10:00       | 04:00 | Wielersport | mountainbike, veldrit (v) | Elsbeth van Rooy-Vink |            | 14e       | 1:53.30     |
| 15:00       | 09:00 | Wielersport | mountainbike, veldrit (m) | Bart Brentjens        |            | 37e       | op 2 ronden |
| 15:00       | 09:00 | Wielersport | mountainbike, veldrit (m) | Rudi van Houts        |            | 34e       | op 2 ronden |
| 18:00       | 12:00 | Hockey      | mannen                    | Nederland             | voor brons | 4e        | 2-6         |

## Zondag 24 augustus 2008
| Lokale tijd | MEZT  | Sport    | Discipline   | Olympiër     | Resultaat | Prestatie |
| ----------- | ----- | -------- | ------------ | ------------ | --------- | --------- |
| 07:30       | 01:30 | Atletiek | marathon (m) | Kamiel Maase | 39e       | 2:20.30   |